# Klaus Walter (Journalist)

Klaus Walter, 2009

Klaus Walter (* 1955 in Frankfurt am Main) ist ein deutscher Radiomoderator, DJ, Journalist und Autor.

## Leben
Klaus Walter wuchs im Frankfurter Stadtteil Schwanheim auf. Seit Mitte der 1970er schreibt er zu Popkultur, Sport und Politik. Ende der 1970er bis in die 1980er Jahre arbeitete er zunächst als Taxifahrer und als Redakteur der Zeitschrift Pflasterstrand. In den 1990er Jahren schrieb er für Die Beute. Seit 1984 stellte er in der Hörfunksendung Der Ball ist rund im Hessischen Rundfunk Popmusik jenseits des Mainstreams vor. Dabei verband er die Musik häufig auch mit aktuellen politischen Entwicklungen, vornehmlich aus linker Perspektive. Ende 2008, nach fast 25-jährigem Bestehen der Sendung, wurde sie trotz vielfacher Proteste eingestellt. Seit Januar 2008 moderiert er beim Hamburger Internetradiosender ByteFM jeden Montagabend die anfangs drei-, dann zwei- und heute einstündige Sendung Was ist Musik. Seit März 2014 moderiert er zusätzlich das taz.mixtape, eine Gemeinschaftsproduktion mit der taz. Außerhalb von ByteFM produziert Klaus Walter u. a. für Zündfunk, hr2 und Deutschlandfunk Radio-Sendungen.

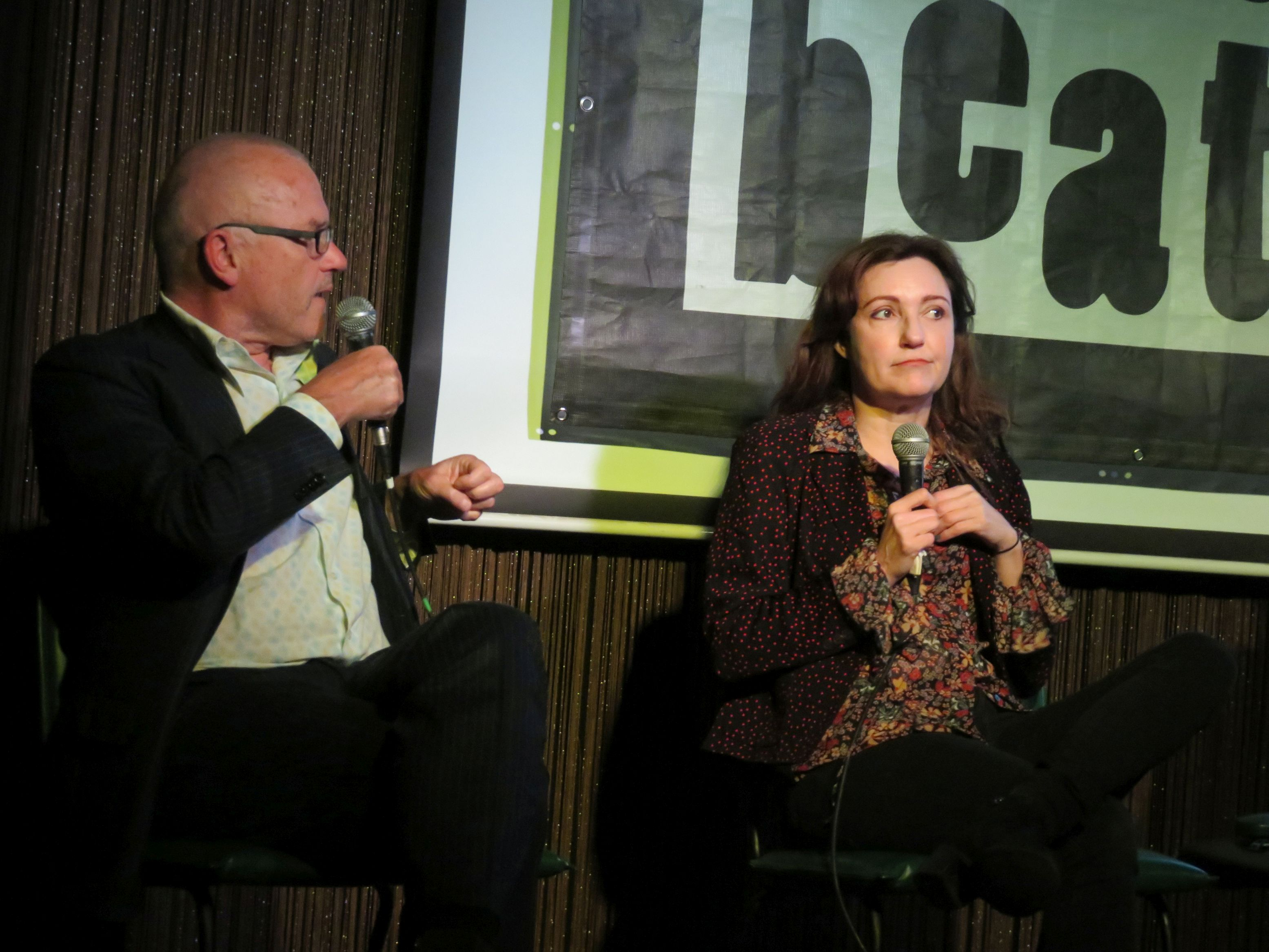
Klaus Walter (links) als Bühnenmoderator im Gespräch mit Punk-Rock-Musikerin Viv Albertine (2016)

Heute schreibt er unter anderem für die Süddeutsche Zeitung, die Frankfurter Rundschau, die taz, die jungle world, sowie die Musikmagazine Spex, Intro und Rolling Stone.
In seinen Radiosendungen und Texten beschäftigt er sich mit Popmusik und Popkultur auch aus feministischer Perspektive. Des Weiteren pflegt Klaus Walter eine poplinke Sichtweise auf Musik und setzt sich dabei mit Themen wie Rockismus, Kritik am Friedenslied, Heteronormativität im Pop, mit dem Zusammenhang von schwuler Popkultur und Gentrifizierung, mit bewegungslinker Geschichte, mit rassistischen Stereotypen im Pop u. a. auseinander und schreibt gegen die „retromantische Verklärung von Popheroen“ an.
Gemeinsam mit Thomas Meinecke und Frank Witzel veröffentlichte er in der Edition Nautilus im Jahr 2005 das Gesprächsbuch Plattenspieler und im Jahr 2009 Die Bundesrepublik Deutschland. Zurzeit arbeitet Walter an einem Buch über die Geschichte Frankfurter Subkulturen.
Seit 2009 gehört Walter dem Beirat für Musik des Goethe-Instituts an. Zusammen mit Carolin Callies, Silke Hartmann, Malte Kleinjung, Michael Müller und Kai Staudacher veranstaltet er seit 2011 die monatliche Literaturreihe text&beat im Orange Peel im Frankfurter Bahnhofsviertel.
Walter lebt in Frankfurt.

## Auszeichnungen
- 2018: International Music Journalism Award[16]

## Schriften
- mit Frank Witzel und Thomas Meinecke: Plattenspieler. Hamburg: Edition Nautilus 2005. ISBN 978-3-89401-451-3.
  - Hörbuch, gelesen von den Autoren: Bonn: Normal Records 2005 ISBN 978-3-89401-463-6.
- mit Frank Witzel und Thomas Meinecke: Die Bundesrepublik Deutschland. Hamburg: Edition Nautilus 2009. ISBN 978-3-89401-600-5.